# 마이구마 카츠야
마이구마 카츠야(일본어: 毎熊 克哉, 1987년 3월 28일 ~ )는 일본의 배우로, 히로시마현 후쿠야마시 출신이며, 알파 에이전시 소속이다.

## 출연 작품

### 영화
- 2022년 신도들